# Fred Faller

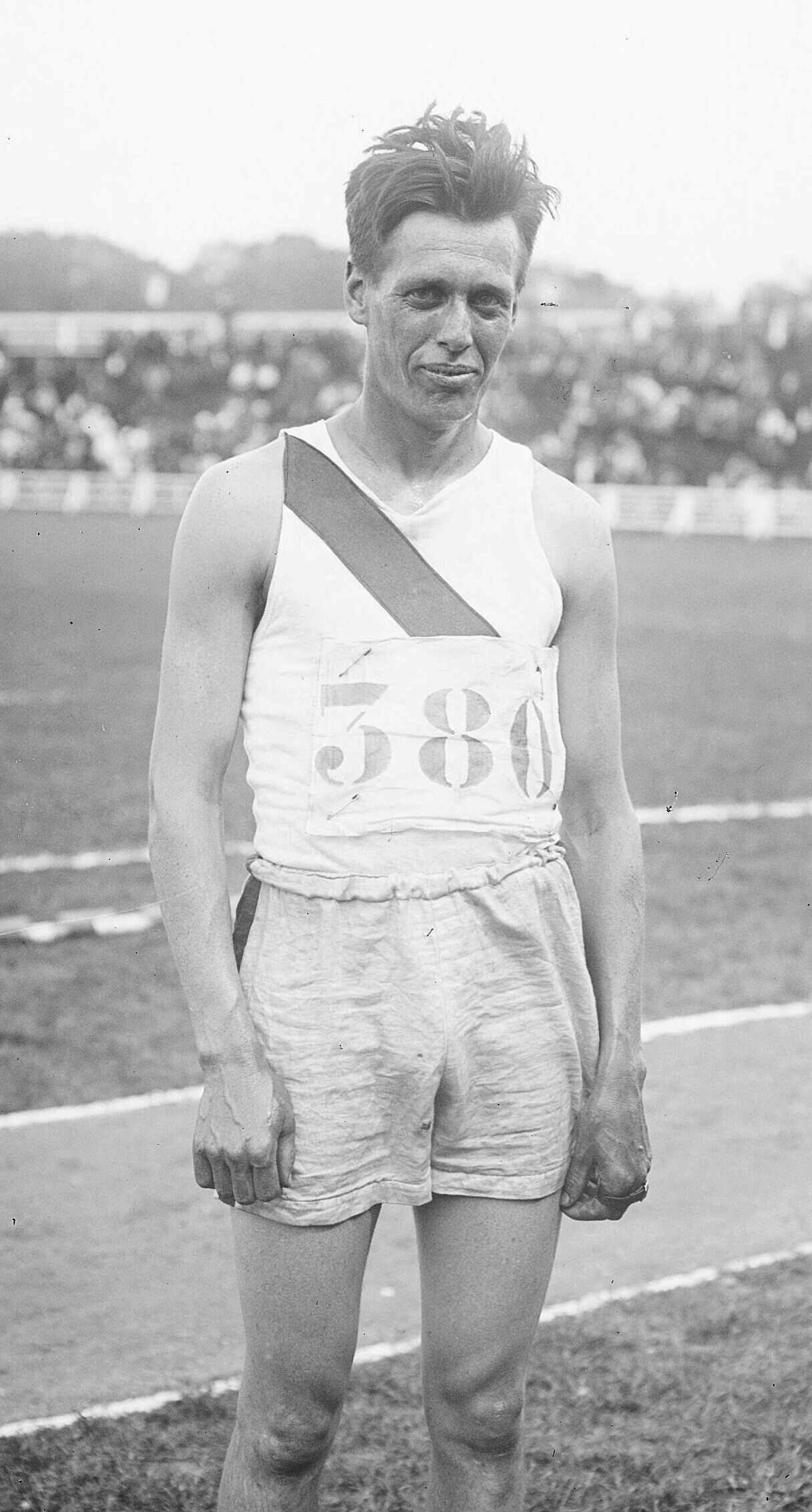
Fred Faller, 1919

Fred Faller (eigentlich Frederick William Faller; * 30. Juli 1895 in Gütenbach; † 11. August 1984 in West Roxbury) war ein US-amerikanischer Langstreckenläufer deutscher Herkunft.
Bei den Olympischen Spielen 1920 in Antwerpen kam er über 10.000 m auf den achten und im Crosslauf auf den 15. Platz.
1919 und 1920 wurde er jeweils US-Meister im Crosslauf und im Straßenlauf über zehn Meilen. Seine persönliche Bestzeit über 10.000 m von 32:05,2 min stellte er am 25. Oktober 1919 in New York City auf.